# Sphinx maura
Sphinx maura är en fjärilsart som beskrevs av Hermann Burmeister 1879. Sphinx maura ingår i släktet Sphinx och familjen svärmare. Inga underarter finns listade i Catalogue of Life.